# Bernice Tlalane Mohapeloa
Bernice Tlalane Mohapeloa (1899-1997) là một nhà giáo dục và nhà hoạt động từ Lesotho.
Sinh Nee Morolong trong Mafeteng, bà đã nhận được giáo dục tiểu học của mình ở đó, đi qua tiêu chuẩn Sáu thi của mình vào năm 1913. Một năm sau đó bà bắt đầu đào tạo giáo viên tại Trường Thabana Morena Girls', học xong khóa học vào năm 1915, trong đó năm bà đi đến Nam Phi để học trường trung học Lovedale. Nhận được chứng chỉ cơ sở năm 1918, bà đến Đại học Fort Hare năm 1919, lấy bằng tốt nghiệp giáo viên năm 1922. Năm 1930, bà kết hôn với Joel Thabiso Mohapeloa. Năm 1943, bà bắt đầu giảng dạy tại trường trung học Basutoland. Năm 1944 Mohapeloa thành lập Hiệp hội những người nội trợ Basutoland, được mô phỏng theo các câu lạc bộ tương tự, chẳng hạn như Câu lạc bộ Cải thiện Nhà tại Đại học Fort Hare, mà bà đã gặp ở Nam Phi. Vì điều này, bà đã nhận được Huân chương Đế quốc Anh trong Giải thưởng sinh nhật năm 1946, trong cùng năm trở thành người phụ nữ châu Phi đầu tiên nhận học bổng Dorothy Cadbury. Mohapeloa là một trong những người phụ nữ có ảnh hưởng nhất trong lịch sử hiện đại của Leseria; trong số những người coi bà là một hình mẫu là chính trị gia 'Matlelima Hlalele.